# Doris Pinkwart
Doris Pinkwart (* 23. Februar 1936 in Bremen; † 12. Januar 2021 in Bonn) war eine deutsche Klassische Archäologin und Bibliothekarin. 

## Leben
Doris Pinkwart studierte Klassische Archäologie, Alte Geschichte und Vor- und Frühgeschichte und wurde 1962 bei Ernst Langlotz an der Universität Bonn promoviert. 1963/64 erhielt sie das Reisestipendium des Deutschen Archäologischen Instituts. Danach arbeitete sie bis 1968 als wissenschaftliche Mitarbeiterin der Pergamon-Ausgrabung. Anschließend trat sie als Bibliotheksreferendarin an der Universitätsbibliothek Bonn in die Ausbildung für den höheren Bibliotheksdienst ein und legte 1970 am Bibliothekar-Lehrinstitut des Landes Nordrhein-Westfalen die Fachprüfung hierfür ab. Bis 1973 war sie dann als wissenschaftliche Bibliothekarin an der Universitäts- und Stadtbibliothek Köln tätig, von 1973 bis 2001 an der Universitätsbibliothek Bonn. Dort wirkte sie neben der Tätigkeit als Fachreferentin für Klassische Philologie und Archäologie als Leiterin der Handschriftenabteilung und Dezernentin für Einband und Restaurierung. 
Sie war korrespondierendes Mitglied des Deutschen Archäologischen Instituts.

## Veröffentlichungen (Auswahl)
- Das Relief des Archelaos von Priene und die "Musen des Philiskos". Lassleben, Kallmünz 1965 (Dissertation Universität Bonn).
- (Bearb.): Karl Simrock (1802–1876); Bonner Bürger, Dichter u. Professor; Dokumentation einer Ausstellung (= Veröffentlichungen des Stadtarchivs Bonn, Bd. 21). Röhrscheid, Bonn 1979, ISBN 3-7928-0416-6.
- mit Peter Noelke: Bibliographie Ernst Langlotz 1895–1978. Deutsches Archäologisches Institut, Berlin 1981.
- mit Wolf Stammnitz: Peristylhäuser westlich der unteren Agora (= Altertümer von Pergamon, Bd. 14). De Gruyter, Berlin 1984, ISBN 3-11-009663-3.
- Das gelehrte Bonn im 19. Jahrhundert (= Historische Meile. Eine Ausstellung in 8 Stationen anläßlich der 2000-Jahr-Feier der Stadt Bonn, Station 4). Rheinland-Verlag, Köln 1989, ISBN 3-7927-1078-1.
- mit Elisabeth Steiner: Bergama cuvallari. Die Schmucksäcke der Yürüken Nordwestanatoliens; Stammesgeschichte, Musterrepertoire, Bestimmungshilfe. Hülsey, Wesel 1991, ISBN 3-923185-06-5.
- mit Manfred Bieber und Elisabeth Steiner: Heybe. Traditionelle Doppeltaschen aus Anatolien. Pazyryk-Gesellschaft, Bad Homburg 2004, ISBN 3-00-014756-X.
- mit Elisabeth Steiner und Eberhard Emmermann: Bergama heybe ve torba. Traditionelle Taschen der Yürüken Nordwest-Anatoliens; Beobachtungen in den Jahren zwischen 1970 bis 2007. Steiner, Ettlingen 2014, ISBN 978-3-00044619-1.
- mit Elisabeth Steiner und Eberhard Emmermann: Bergama kilimleri. Traditionelle Flachgewebe der Yürüken Nordwest-Anatoliens. Beobachtungen in den Jahren zwischen 1970 und 2007. Ege Yayinlari. Istanbul 2019, ISBN 978-605-76730-5-3.